# Cimetière des prisonniers soviétiques de Vilnius
Le cimetière des prisonniers soviétiques est un cimetière situé à dix kilomètres du centre de Vilnius sur les bords de la Vilnia. 

## Caractéristiques
Cimetière des prisonniers soviétiques de Vilnius se trouve aujourd'hui rue Parko dans un quartier résidentiel d'immeubles modernes et se présente sous la forme d'un petit parc ombragé de bouleaux de 0,74 ha de 100m de long traversé d'allées et parsemé de petites plaques de béton.

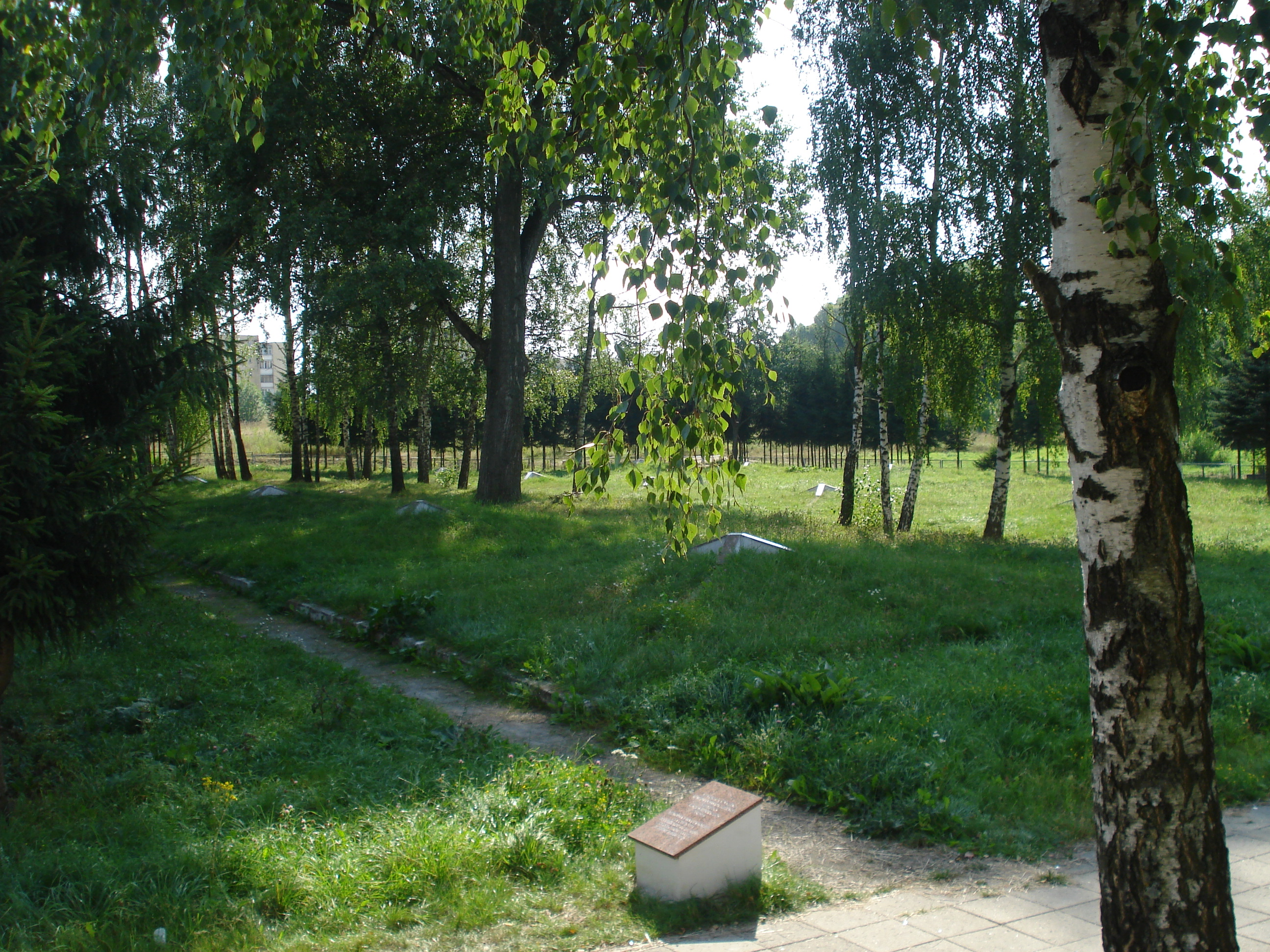
Vue générale du cimetière

C'est aujourd'hui un mémorial de la Seconde Guerre mondiale voué à la mémoire de 4 500 prisonniers de guerre soviétiques de l'Armée rouge tués pendant l'occupation allemande de la ville entre 1941 et 1943, dans les camps de la région, et qui y sont enterrés.
Au centre du cimetière, une stèle de pierre rappelle la mémoire, en lituanien et en russe, de leur sacrifice.